# امان دوسنج
امان دوسنج (انگلیسی: Aman Dosanj؛ زادهٔ تاریخ ورودی نامعتبر است) بازیکن فوتبال اهل بریتانیا است.
از باشگاه‌هایی که در آن بازی کرده‌است می‌توان به تیم فوتبال زنان آرسنال اشاره کرد.